# Baniyas
Baniyas of Banias is een stad in het Syrische gouvernement Tartus en telt 42.128 inwoners (2008).